# کینگ (شهرستان واپاکا، ویسکانسین)
کینگ (به انگلیسی: King) یک منطقهٔ مسکونی در ایالات متحده آمریکا است که در شهرستان وپاکا، ویسکانسین واقع شده‌است. کینگ ۱٬۷۵۰ نفر جمعیت دارد.